# Tyler Cowen
Tyler Cowen (21 gennaio 1962) è un economista statunitense.
Docente di economia alla George Mason University, dirige un blog molto popolare, Marginal Revolution, che prende il nome dalla rivoluzione marginalista. È editorialista economico per il New York Times.

## Istruzione
Dopo aver ottenuto il suo B.S. nel 1983 alla George Mason University, ricevette il suo Ph.D. ad Harvard nel 1987. Nel 2005 ha definito il vincitore del Premio Nobel in economia, il teorico dei giochi Thomas Schelling, come suo mentore.

## Pensiero
Cowen si definisce "libertarian atipico", nel senso che non abbraccia le idee più radicali e non si lascia prendere della corrente più potente in un certo momento. Questa posizione quindi lo mette in contrasto su alcuni temi con Friedrich von Hayek, su altri temi con Ludwig von Mises e su altri ancora con il più radicale dei libertari, Murray N. Rothbard. In un articolo apparso nel 2007 intitolato The Paradox of Libertarianism, Cowen scrisse che i libertari "dovrebbero abbracciare un mondo con una ricchezza in crescita, con libertà positive in crescita, e si, con un governo in crescita. Non dobbiamo favorire la crescita del governo in quanto tale, ma bisogna ammettere che a volte è inevitabile trattare con esso". Le sue teorie sono state criticate da altri economisti libertari, quali Bryan Caplan, Justin Raimondo, Christopher Westley e Doug MacKenzie.

## Pubblicazioni
Le pubblicazioni di Cowen, oltre a trattare i classici temi economici, si concentrano anche su temi legati indirettamente all'economia, quali la cultura (Creative Destruction: How Globalization is Changing the World's Cultures, che si ricollega alle teorie di Joseph Schumpeter sul processo creativo), la fama (What Price Fame?) e l'arte (In Praise of Commercial Culture). In Markets and Cultural Voices Cowen descrive come la globalizzazione ha mutato la vita di tre ipotetici pittori amatori messicani. Per Cowen il libero mercato cambia la cultura in meglio, consentendoli maggiore evoluzione e diffusione a livello globale.

### Dining Guide
Annualmente Cowen scrive una guida sui cibi della zona di Washington D.C.. Queste guide vengono stampate nella "sezione cibi" del Washington Post.

## Opere

### Libri
- The Theory of Market Failure: A Critical Examination, 1988
- Public Goods and Market Failures: A Critical Examination, 1991
- Explorations in the New Monetary Economics, 1994
- Risk and Business Cycles: New and Old Austrian Perspectives, 1998
- In Praise of Commercial Culture, 1998
- Economic Welfare, 2000
- What Price Fame?, 2000
- New Theories of Market Failure, 2002
- Creative Destruction: How Globalization is Changing the World's Cultures, 2002
- Markets and Culture Voices:Liberty vs. Power in the Lives of the Mexican Amate Painters, 2005
- Good & Plenty: The Creative Successes of American Arts Funding, 2006
- Discover Your Inner Economist: Use Incentives to Fall in Love, Survive Your Next Meeting, and Motivate Your Dentist, 2007
- The Great Stagnation: How America Ate All the Low-Hanging Fruit of Modern History, Got Sick, and Will (Eventually) Feel Better. Dutton Adult. 2011. ISBN 978-0525952718

### Monografie
- The Reserve Bank of New Zealand: Institutional Structure and Policy Choices, 1991
- An Analysis of Proposals for Constitutional Change in New Zealand, 1992
- Markets in the Firm, 1997
- How the United States Supports the Arts, 2004